# Vännerna (1958)
Vännerna (franska: Le Beau Serge) är en fransk film från 1958 med manus och regi av Claude Chabrol, detta är hans debutfilm.
Filmen handlar om vänskapen mellan Serge och François, spelade av Gérard Blain och Jean-Claude Brialy. 

## Rollista
| Gérard Blain       | – Serge                          |
| Jean-Claude Brialy | – François Baillou               |
| Michèle Méritz     | – Yvonne                         |
| Bernadette Lafont  | – Marie                          |
| Claude Cerval      | – Prästen                        |
| Jeanne Pérez       | – Madame Chaunier                |
| Edmond Beauchamp   | – Glomaud                        |
| André Dino         | – Michel, läkaren                |
| Michel Creuze      | – Bagaren                        |
| Claude Chabrol     | – La Truffe                      |
| Philippe de Broca  | – Jacques Rivette de la Chasuble |